# ダイヤモンド・ジュビリー

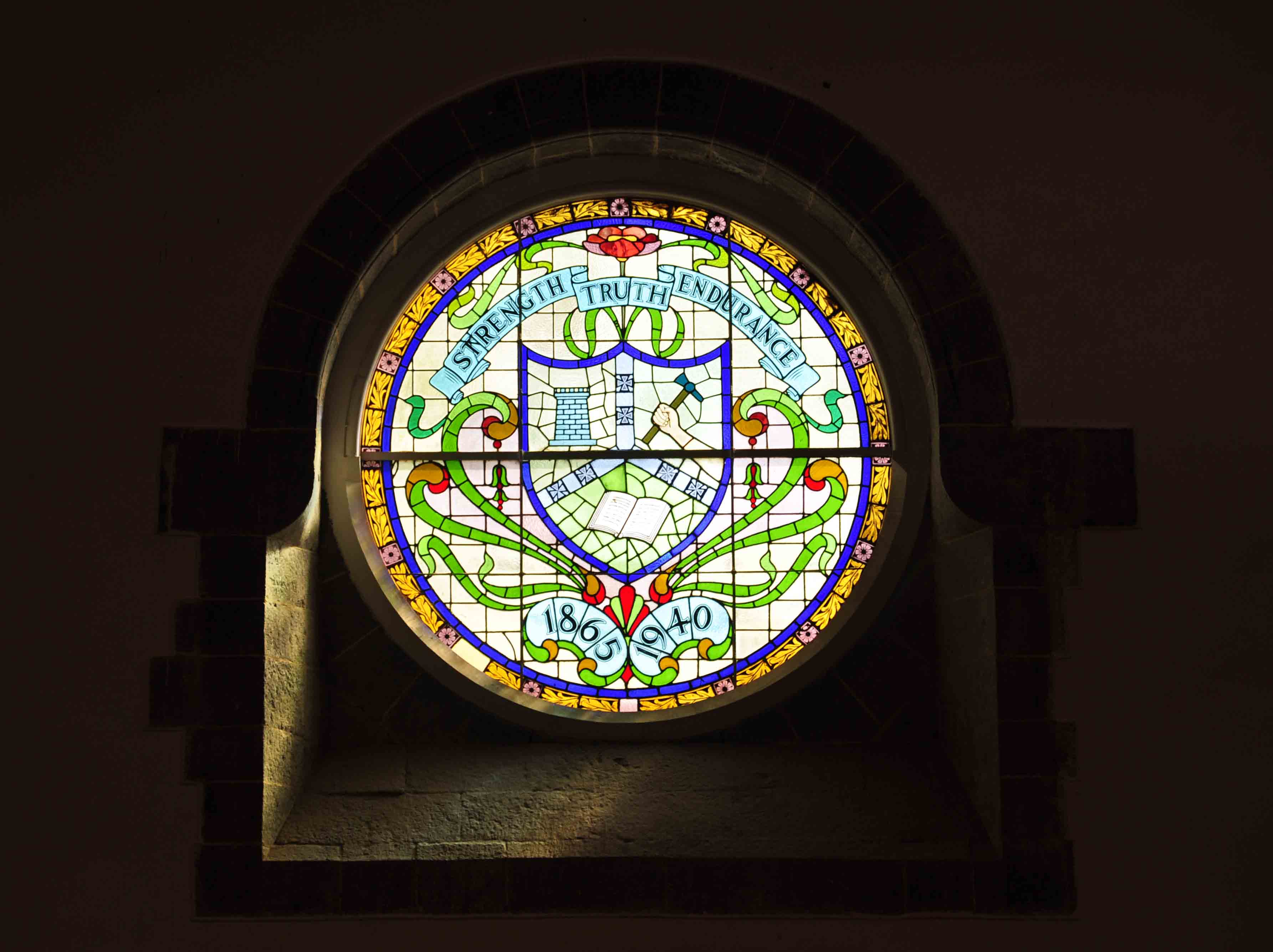
ダイヤモンド・ジュビリー・ウィンドウ（インド・プネ工科大学）

ダイヤモンド・ジュビリー（英: diamond jubilee）とは、60周年の記念日、或いは60周年の記念式典。特に、君主の即位や、団体の創設を記念する文脈で用いられる。
人物ではなく、団体の場合は、75周年を「ダイヤモンド・ジュビリー」とする例もある。
ダイアモンド・ジュビリーとも表記される。

## イギリスと英連邦諸国

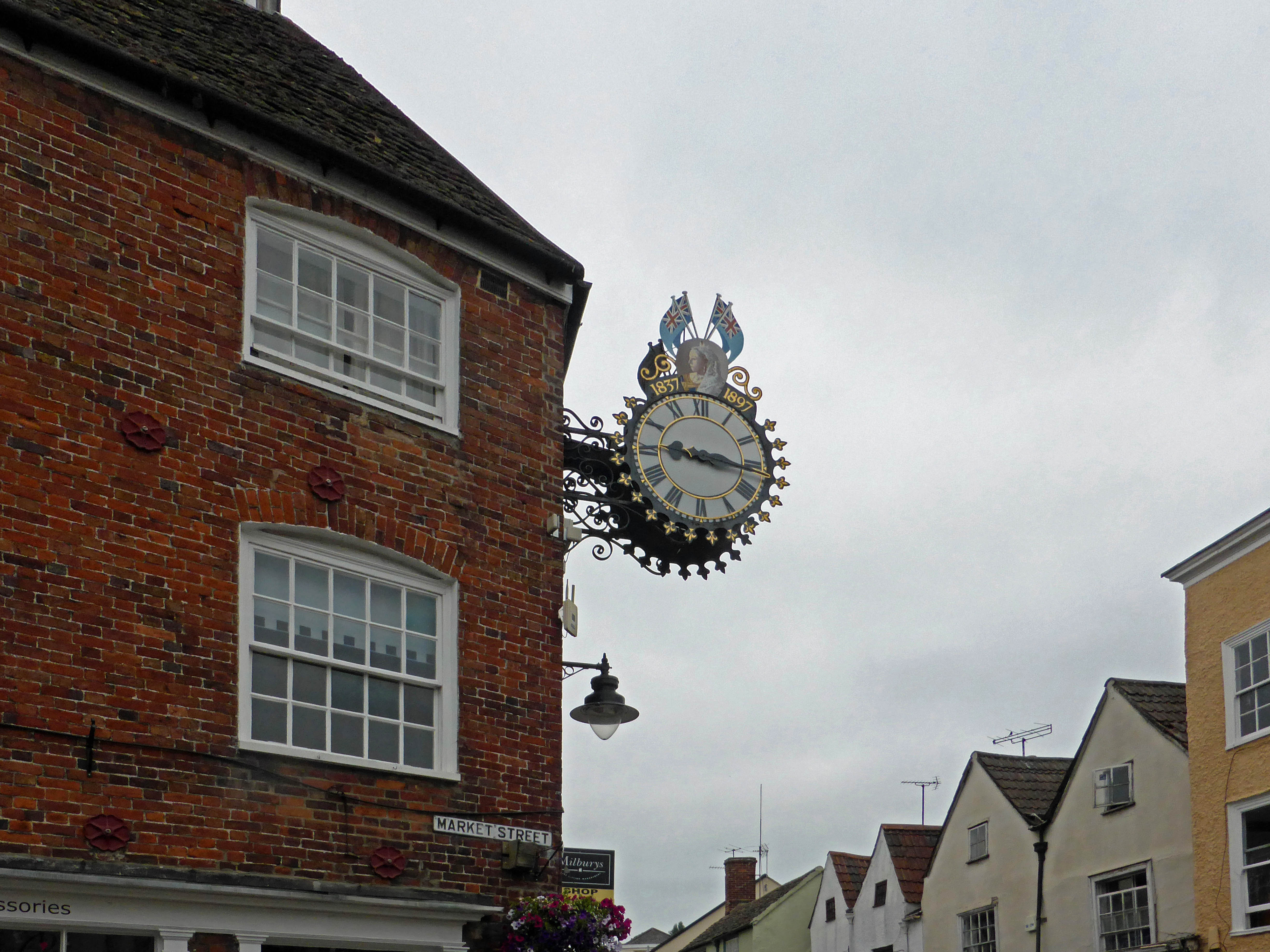
ヴィクトリア女王の治世60年を記念する集会所の時計（イングランド・グロスタシャーのウォットン・アンダー・エッジにて）。時計は"1837 - 1897"を指している。

元来、ダイヤモンド・ジュビリーは75周年記念を意味していた。これは、シルバーが25周年、ゴールデンが50周年に続き、ダイヤモンドが75周年で、いずれも25の倍数になっている。しかし、英国でヴィクトリア女王の即位60周年がダイヤモンド・ジュビリーとして1897年6月22日に祝賀されて以来、60周年記念に変化した。
エリザベス2世のダイヤモンド・ジュビリーは、2012年の年間を通して英連邦諸国中で祝された。国王ジョージ3世は在位60年となる1820年にダイヤモンド・ジュビリーを迎える数か月前に死去した。

## その他の国々
東アジアでは、通例「ダイヤモンド・ジュビリー」と呼ばれることはないが、ちょうど60年で一巡する干支がそれに相当するものとして、伝統的に節目の年とされてきた。
清の皇帝である康熙帝と乾隆帝、日本の天皇である昭和天皇、タイ王国の国王であるプーミポン・アドゥンヤデートが各々、即位60周年に際して祝賀された。
そのほか、大韓民国は2005年に、中華人民共和国は2009年に、それぞれ建国60周年を祝った。
南アジアでは、ダイヤモンド・ジュビリーは100週記念を祝う際の用語としても使用される。たとえば、インドとパキスタンには、映画館での上映期間が100週以上となった映画を指す「ダイヤモンド・ジュビリー映画」なる言い回しがある。
世界最長の在位期間を経験したスワジランドのソブーザ2世は、戴冠から60年を迎えた1981年にダイヤモンド・ジュビリーを祝された。

## 在位60年記念を祝賀された君主の一覧
| 肖像 | 君主                      | 国                                                                     | 即位日         | 記念祭             | 詳細                                       |
| ---- | ------------------------- | ---------------------------------------------------------------------- | -------------- | ------------------ | ------------------------------------------ |
|      | 女王ヴィクトリア          | イギリスおよび残りの大英帝国の国々                                     | 1837年6月20日  | 1897年6月22日      | 女王ヴィクトリアのダイヤモンド・ジュビリー |
|      | 皇帝フランツ・ヨーゼフ1世 | オーストリア帝国 オーストリア=ハンガリー帝国                           | 1848年12月2日  | 1908年6月12日      |                                            |
|      | イブラヒム                | ジョホール王国                                                         | 1895年9月7日   | 1955年9月17日      |                                            |
|      | 国王ソブーザ2世           | スワジランド                                                           | 1899年12月10日 | 1959年12月         |                                            |
|      | 昭和天皇                  | 日本                                                                   | 1926年12月25日 | 1986年4月29日      | 天皇陛下御在位六十年記念式典               |
|      | 国王ラーマ9世             | タイ王国                                                               | 1946年6月9日   | 2006年6月10日      | ラーマ9世在位六十年記念式典                |
|      | 女王エリザベス2世         | イギリス オーストラリア カナダ ニュージーランド 及び他の12の英連邦王国 | 1952年2月6日   | 2012年6月2日 - 5日 | エリザベス2世のダイヤモンド・ジュビリー    |
|      | アーガー・ハーン4世       | シーア・イスマーイール派                                               | 1957年7月11日  | 2017年7月11日      |                                            |